# Comte de Kildare
Le titre de comte de Kildare est un titre de la pairie d'Irlande tenu par la Famille FitzGerald.

## Histoire du titre
Cette lignée de la famille  anglo-normande des FitzGerald/FitzMaurice, s'implante en  Irlande en 1169 lors de l'invasion normande de l'Irlande, elle est à l'origine des comtes de Kildare. Le comté est instauré en 1316 en faveur de John FitzGerald. 
Garret Mór FitzGerald et son fils, Garret Óg FitzGerald servent comme Lord Deputy d'Irlande, représentants du  Seigneur d'Irlande c'est-à-dire le roi d'Angleterre en Irlande. Le 10e comte  Thomas FitzGerald, connu sous le surnom de  Silken Thomas fut l'objet d'un décret de mort civile et fut déchu de ses droits en 1537. En 1554, le demi-frère de Thomas, seul héritier mâle de la famille, Gerald FitzGerald, fut recréé comte de Kildare dans la pairie d'Irlande, récupérant le titre original par lettres patentes en 1569. Ce second titre de comte s'éteignit en 1599. Le 20e comte fut créé marquis de Kildare en 1761 et duc de Leinster en 1766.

## Liste des comtes
- 1316 – 1er : John fitz Thomas FitzGerald (1250-1316) ;
- 1316-1328 – 2e : Thomas fitz John FitzGerald († 1328) ;
- 1328-1331 – 3e : Richard FitzGerald (1317-1331) ;
- 1331-1390 – 4e : Maurice fitz Thomas FitzGerald (1318-1390) ;
- 1390-1432 – 5e : Gerald FitzGerald († 1432) ;
- 1432-???? – 6e : John FitzGerald (†  avant 1454) comte  de jure;
- 1454-1478 – 7e : Thomas FitzGerald († 1478) ;
- 1477-1513 – 8e : Gerald FitzGerald (1456-1513) ;
- 1513-1534 – 9e : Gerald FitzGerald (1487-1534) ;
- 1534-1537 – 10e : Thomas FitzGerald (1513-1537). Déchu et exécuté en 1537 ;
- 1537-1553 : Vacance le titre est confisqué
- 1553-1585 – 11e : Gerald FitzGerald (1525-1585). Restauré en 1553 ;
- 1569-1597 – 12e : Henry FitzGerald (1562-1597) ;
- 1597-1599 – 13e : William FitzGerald († 1599) ;
- 1599-1612 – 14e : Gerald FitzGerald († 1612) ;
- 1612-1620 – 15e : Gerald FitzGerald (1611-1620) ;
- 1620-1660 – 16e : George FitzGerald (1612-1660) ;
- 1660-1664 – 17e : Wentworth FitzGerald (1634-1664) ;
- 1664-1707 – 18e : John FitzGerald (1661-1707) ;
- 1707-1744 – 19e : Robert FitzGerald (1675-1744) ;
- 1744-1773 – 20e : James FitzGerald (1722-1773), créé marquis de Kildare en 1761, puis duc de Leinster en 1766 ;

Voir duc de Leinster pour les comtes de Kildare suivants.

## Source
- (en) T.W Moody, F.X. Martin, F.J. Byrne A New History of Ireland Oxford University Press, réédition 2011, « FitzGerald, earls of Kildare 1169/1316-1773, and their antecedents »,  (ISBN 9780199593064) p. 167 (Genealogical tables no 35) et p. 231-232.